# Admete californica
Admete californica är en snäckart som först beskrevs av Dall 1908.  Admete californica ingår i släktet Admete och familjen Cancellariidae. Inga underarter finns listade i Catalogue of Life.